# Havasipinty
A havasipinty (Montifringilla nivalis) a madarak (Aves) osztályának verébalakúak (Passeriformes) rendjébe, ezen belül a verébfélék (Passeridae) családja tartozó faj.

## Rendszerezése
A fajt Carl von Linné svéd természettudós írta le 1766-ben, a Fringilla nembe Fringilla nivalis néven.

## Alfajai
- Montifringilla nivalis alpicola (Pallas, 1811)
- Montifringilla nivalis gaddi Zarudny & Loudon, 1904
- Montifringilla nivalis groumgrzimaili Zarudny & Loudon, 1904
- Montifringilla nivalis kwenlunensis Bianchi, 1908
- Montifringilla nivalis leucura Bonaparte, 1855
- Montifringilla nivalis nivalis (Linnaeus, 1766)
- Montifringilla nivalis tianshanica Keve-Kleiner, 1943[2]

## Előfordulása
Európa hegyvidékein, Közép-Ázsiában és Kínában honos. Természetes élőhelyei a hegyvidéki sziklás környezet. Állandó, rövidtávú vonuló, illetve kóborló.

### Kárpát-medencei előfordulása
Magyarországon rendkívül ritka kóborló, eddig egy alkalommal észlelték.

## Megjelenése
Testhossza 17 centiméter, szárnyfesztávolsága 34-38 centiméter, testtömege 35-45 gramm. Háta barnásszürke, hasa hamuszürke, feje és nyaka világosabb. Fehér farkában a középső tollak feketék, a többi feketén szegélyezett. A középső evezők és a felső szárnyfedők fehérek. A hím torka fekete, a nőstényé szürkés.
|  |  |

## Életmódja
Magokkal és rovarokkal táplálkozik.

## Szaporodása
Fészkét májusban készíti, fészekalja 4-5 tojásból áll.
|  |

## Természetvédelmi helyzete
Az elterjedési területe rendkívül nagy, egyedszáma pedig stabil. A Természetvédelmi Világszövetség Vörös listáján nem fenyegetett fajként szerepel. Magyarországon védettséget élvez, természetvédelmi értéke 25 000 forint.